# Geolyces pallida
Geolyces pallida är en fjärilsart som beskrevs av W. Warren 1894. Geolyces pallida ingår i släktet Geolyces och familjen mätare. Inga underarter finns listade i Catalogue of Life.